# Міхалково (Вармінсько-Мазурське воєводство)
Міхалково (пол. Michałkowo, нім. Langmichels) — село в Польщі, у гміні Барцяни Кентшинського повіту Вармінсько-Мазурського воєводства.
Населення — 56 осіб (2011).
У 1975-1998 роках село належало до Ольштинського воєводства.

## Демографія
Демографічна структура станом на 31 березня 2011 року:
|          | Загалом | Допрацездатний вік | Працездатний вік | Постпрацездатний вік |
| -------- | ------- | ------------------ | ---------------- | -------------------- |
| Чоловіки | 29      | 8                  | 16               | 5                    |
| Жінки    | 27      | 6                  | 15               | 6                    |
| Разом    | 56      | 14                 | 31               | 11                   |